# Villembits
Villembits est une commune rurale française située dans le nord-est du département des Hautes-Pyrénées, en région Occitanie.
Sur le plan historique et culturel, la commune est dans l’ancien comté de Bigorre, comté historique des Pyrénées françaises et de Gascogne. Exposée à un climat océanique altéré, elle est drainée par le Bouès, le Lizon. La commune possède un patrimoine naturel remarquable composé de deux zones naturelles d'intérêt écologique, faunistique et floristique.
Villembits est une commune rurale qui compte 110 habitants en 2022, après avoir connu un pic de population de 467 habitants en 1831..
Ses habitants sont appelés les Villembitsois et ont pour sobriquet « Los porcatèrs » (éleveurs de porcs).

## Géographie

### Localisation
La commune de Villembits se trouve dans le département des Hautes-Pyrénées, en région Occitanie.
Elle se situe à 20 km à vol d'oiseau de Tarbes, préfecture du département, et à 6 km de Trie-sur-Baïse, bureau centralisateur du canton des Coteaux dont dépend la commune depuis 2015 pour les élections départementales.
La commune fait en outre partie du bassin de vie de Trie-sur-Baïse.
Les communes les plus proches sont : 
Lamarque-Rustaing (1,5 km), Lustar (2,1 km), Vidou (2,2 km), Luby-Betmont (2,4 km), Bugard (2,5 km), Sère-Rustaing (2,6 km), Mun (3,6 km), Lalanne-Trie (3,9 km).
Sur le plan historique et culturel, Villembits fait partie de l’ancien comté de Bigorre, comté historique des Pyrénées françaises et de Gascogne créé au IXe siècle puis rattaché au domaine royal en 1302, inclus ensuite au comté de Foix en 1425 puis une nouvelle fois rattaché au royaume de France en 1607. La commune est dans le pays de Tarbes et de la Haute Bigorre.

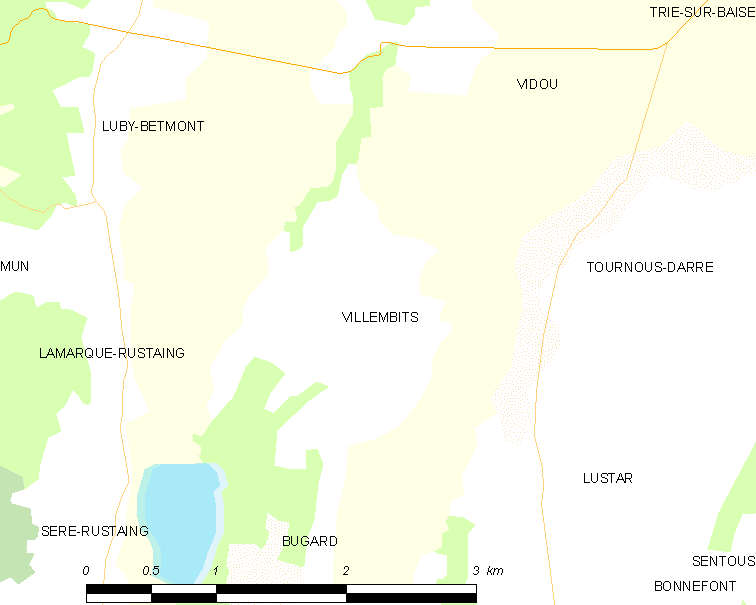
Carte de la commune de Villembits et des proches communes.

| Luby-Betmont      | Vidou      |                |
| Lamarque-Rustaing | Villembits | Tournous-Darré |
|                   | Bugard     | Lustar         |

### Paysages et relief
- Localisation de Villembits dans le département des Hautes-Pyrénées.

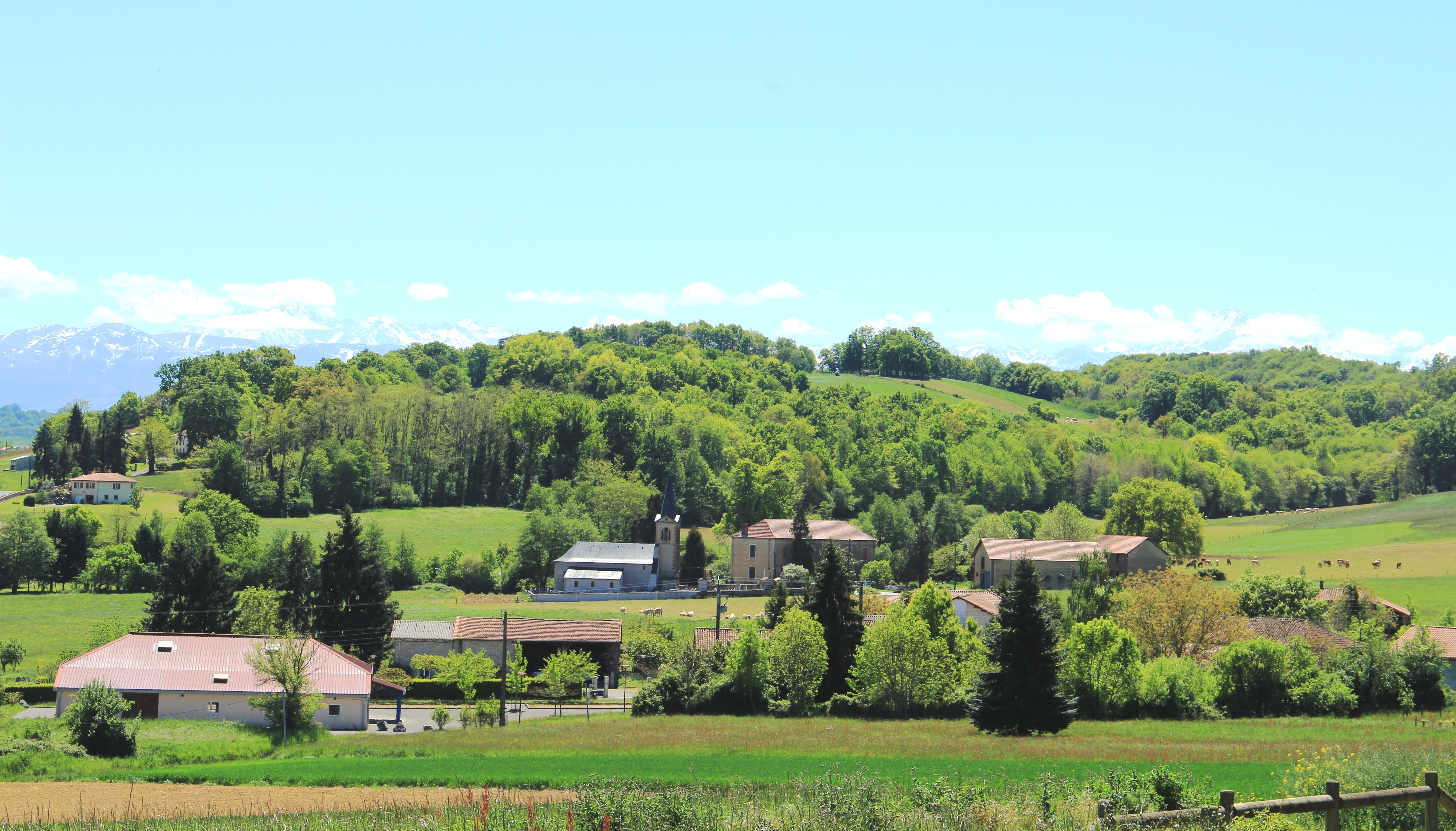
Vue en été.

### Forêts
Le bois de Lasscoube est situé à environ 7,6 km de la commune et la forêt de Puydarrieux à 8,1 km.

### Hydrographie
La commune est dans le bassin versant de la Garonne, au sein du bassin hydrographique Adour-Garonne. Elle est drainée par le Bouès, le Lizon, constituant un réseau hydrographique de 3 km de longueur totale,.
Le Bouès, d'une longueur totale de 62,5 km, prend sa source dans la commune de Burg et s'écoule vers le nord. Il traverse la commune et se jette dans l'Arros à Beaumarchés, après avoir traversé 32 communes.
Le Lizon, d'une longueur totale de 13,7 km, prend sa source dans la commune de Bernadets-Dessus et s'écoule vers le nord. Il traverse la commune et se jette dans la Baïse à Tournous-Darré, après avoir traversé 11 communes.

### Climat
Le climat est tempéré de type océanique, en raison de l'influence proche de l'océan Atlantique situé à peu près 150 km plus à l'ouest. La proximité des Pyrénées fait que la commune profite d'un effet de foehn, il peut aussi y neiger en hiver, même si cela reste inhabituel.
| Mois                              | jan.  | fév.  | mars  | avril | mai   | juin  | jui.  | août  | sep.  | oct.  | nov.  | déc.  | année   |
| --------------------------------- | ----- | ----- | ----- | ----- | ----- | ----- | ----- | ----- | ----- | ----- | ----- | ----- | ------- |
| Température minimale moyenne (°C) | 0,6   | 1,3   | 2,7   | 5,2   | 8,3   | 11,6  | 14,1  | 13,9  | 11,7  | 8     | 3,6   | 1,3   | 6,9     |
| Température moyenne (°C)          | 5,3   | 6,1   | 7,8   | 10    | 13,3  | 16,7  | 19,3  | 19    | 17,2  | 13,3  | 8,5   | 5,8   | 11,9    |
| Température maximale moyenne (°C) | 9,9   | 11    | 12,9  | 14,8  | 18,3  | 21,7  | 24,5  | 24    | 22,6  | 18,6  | 13,4  | 10,4  | 16,8    |
| Ensoleillement (h)                | 108,8 | 118,8 | 155,6 | 157,2 | 181,3 | 191,5 | 215,5 | 196,4 | 194,5 | 164,4 | 124,4 | 104,4 | 1 912,8 |
| Précipitations (mm)               | 112,8 | 97,5  | 100,2 | 105,7 | 113,6 | 80,7  | 57,3  | 70,3  | 71    | 85,2  | 93    | 112,1 | 1 099,4 |

### Milieux naturels et biodiversité
L’inventaire des zones naturelles d'intérêt écologique, faunistique et floristique (ZNIEFF) a pour objectif de réaliser une couverture des zones les plus intéressantes sur le plan écologique, essentiellement dans la perspective d’améliorer la connaissance du patrimoine naturel national et de fournir aux différents décideurs un outil d’aide à la prise en compte de l’environnement dans l’aménagement du territoire.
Une ZNIEFF de type 1 est recensée sur la commune :
le « cours amont du Bouès » (162 ha), couvrant 9 communes du département et une ZNIEFF de type 2, : 
le « coteau en rive droite du Lizon de Burg à Lustar » (778 ha), couvrant 9 communes du département.

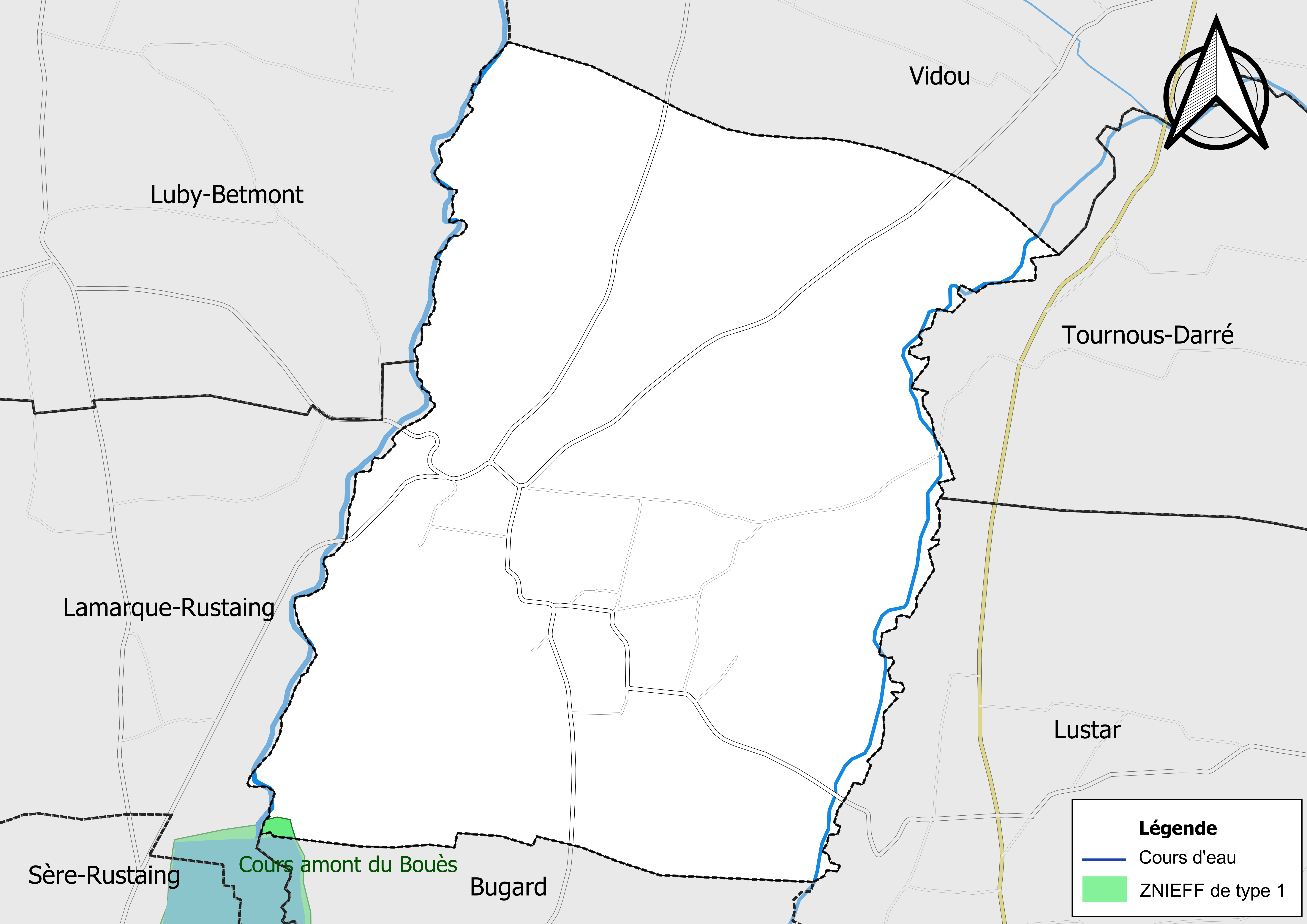
Carte de la ZNIEFF de type 1 sur la commune.
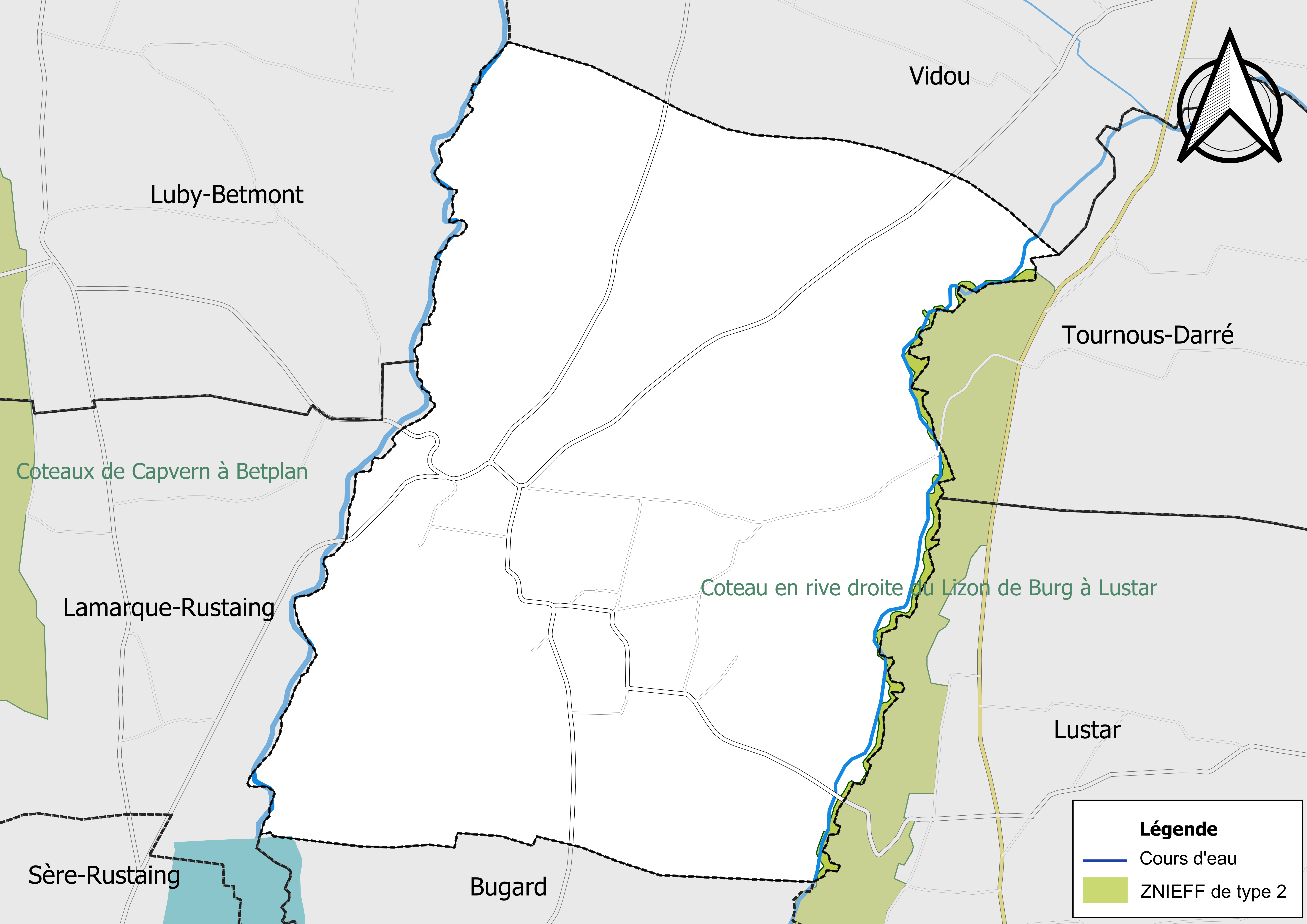
Carte de la ZNIEFF de type 2 sur la commune.

## Urbanisme

### Typologie
Au 1er janvier 2024, Villembits est catégorisée commune rurale à habitat très dispersé, selon la nouvelle grille communale de densité à sept niveaux définie par l'Insee en 2022.
Elle est située hors unité urbaine et hors attraction des villes,.

### Occupation des sols
L'occupation des sols de la commune, telle qu'elle ressort de la base de données européenne d’occupation biophysique des sols Corine Land Cover (CLC), est marquée par l'importance des territoires agricoles (89,1 % en 2018), une proportion sensiblement équivalente à celle de 1990 (89,2 %). La répartition détaillée en 2018 est la suivante : 
terres arables (44,6 %), zones agricoles hétérogènes (31,4 %), prairies (13,2 %), forêts (10,8 %), eaux continentales (0,1 %).
L'IGN met par ailleurs à disposition un outil en ligne permettant de comparer l’évolution dans le temps de l’occupation des sols de la commune (ou de territoires à des échelles différentes). Plusieurs époques sont accessibles sous forme de cartes ou photos aériennes : la carte de Cassini (XVIIIe siècle), la carte d'état-major (1820-1866) et la période actuelle (1950 à aujourd'hui).

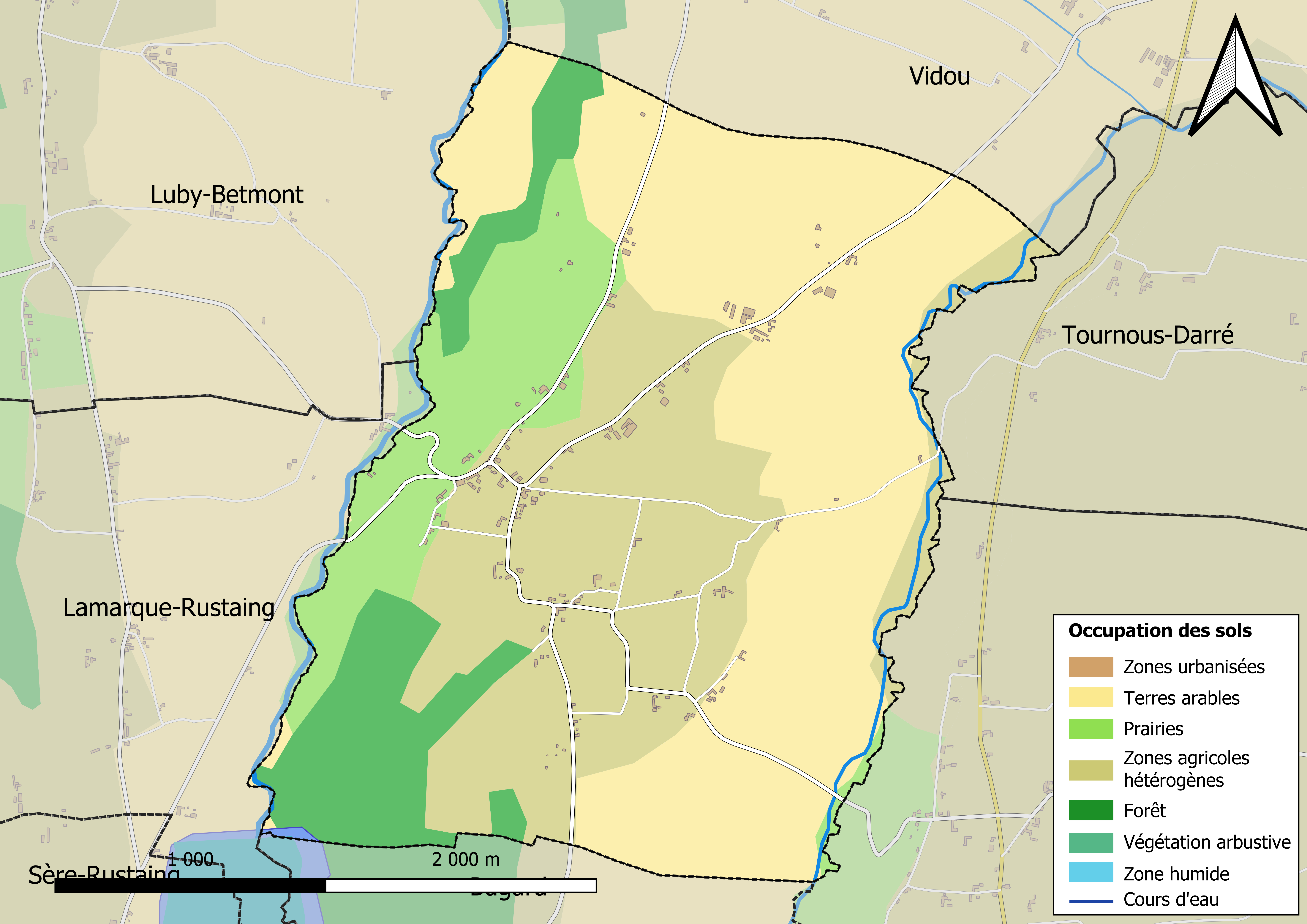
Carte des infrastructures et de l'occupation des sols en 2018 (CLC) de la commune.
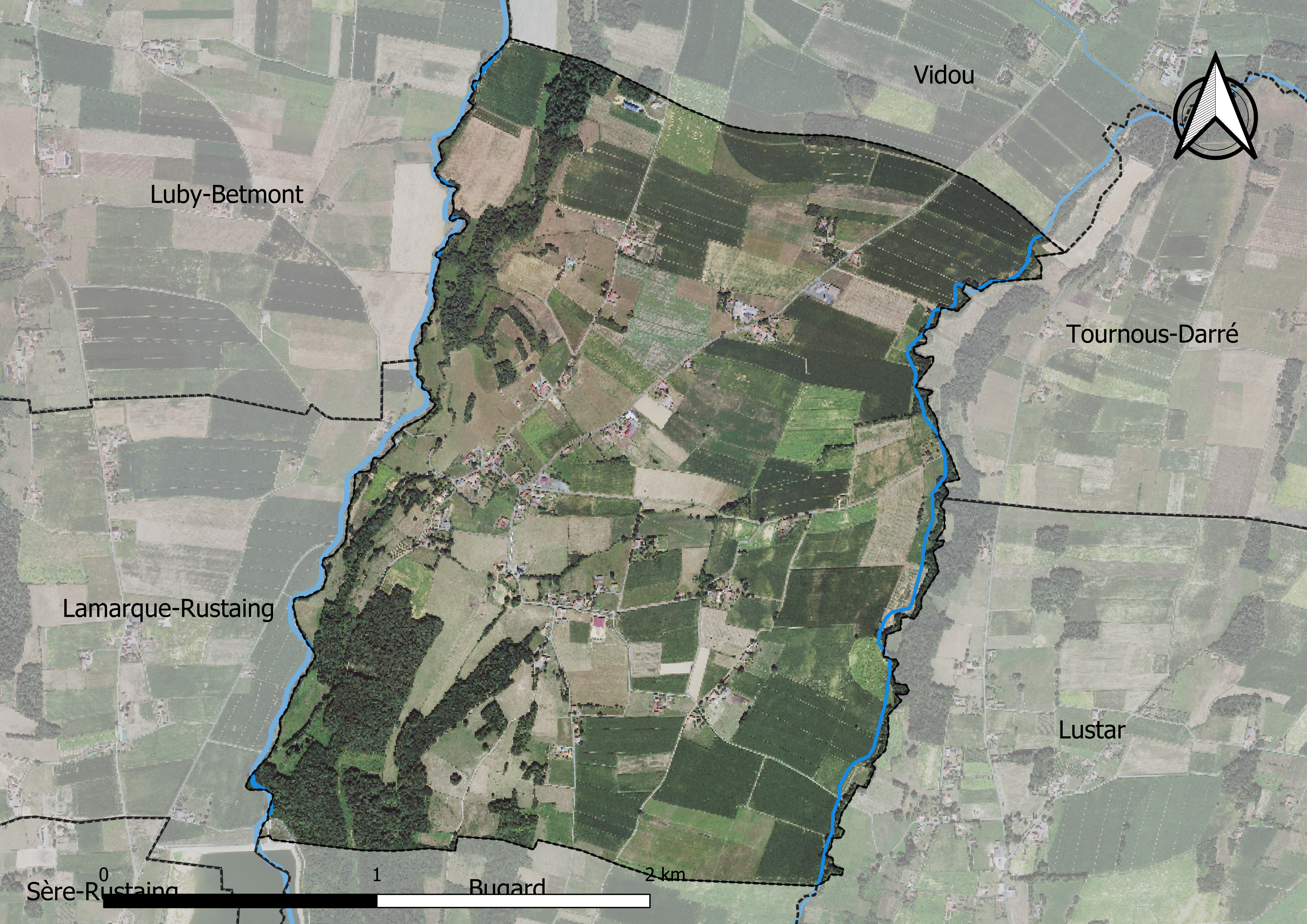
Carte orthophotogrammétrique de la commune.

### Logement
En 2012, le nombre total de logements dans la commune est de 64.

Parmi ces logements, 75,0 % sont des résidences principales, 20,3 % des résidences secondaires et 4,7 % des logements vacants.

### Voies de communication et transports
Cette commune est desservie par les routes départementales D 1, D 136 et D 339.

### Risques majeurs
Le territoire de la commune de Villembits est vulnérable à différents aléas naturels : météorologiques (tempête, orage, neige, grand froid, canicule ou sécheresse), inondations, mouvements de terrains et séisme (sismicité modérée). Un site publié par le BRGM permet d'évaluer simplement et rapidement les risques d'un bien localisé soit par son adresse soit par le numéro de sa parcelle.
Certaines parties du territoire communal sont susceptibles d’être affectées par le risque d’inondation par débordement de cours d'eau, notamment le Bouès et le Lizon. La cartographie des zones inondables en ex-Midi-Pyrénées réalisée dans le cadre du XIe Contrat de plan État-région, visant à informer les citoyens et les décideurs sur le risque d’inondation, est accessible sur le site de la DREAL Occitanie. La commune a été reconnue en état de catastrophe naturelle au titre des dommages causés par les inondations et coulées de boue survenues en 1982, 1999 et 2009,.
Villembits est exposée au risque de feu de forêt. Un plan départemental de protection des forêts contre les incendies a été approuvé par arrêté préfectoral le 21 avril 2020 pour la période 2020-2029. Le précédent couvrait la période 2007-2017. L’emploi du feu est régi par deux types de réglementations. D’abord le code forestier et l’arrêté préfectoral du 27 octobre 2014, qui réglementent l’emploi du feu à moins de 200 m des espaces naturels combustibles sur l’ensemble du département. Ensuite celle établie dans le cadre de la lutte contre la pollution de l’air, qui interdit le brûlage des déchets verts des particuliers. L’écobuage est quant à lui réglementé dans le cadre de commissions locales d’écobuage (CLE)

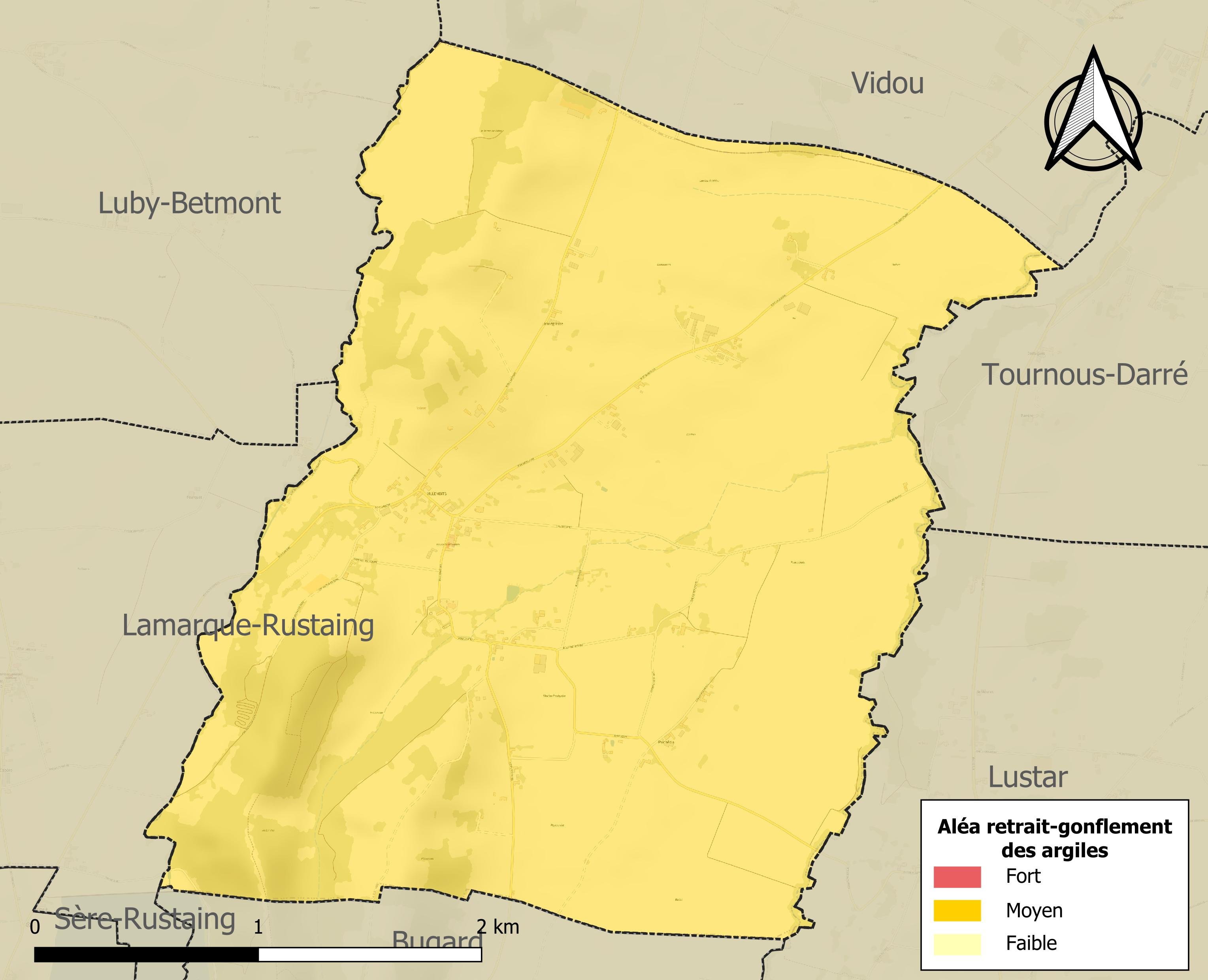
Carte des zones d'aléa retrait-gonflement des sols argileux de Villembits.

Les mouvements de terrains susceptibles de se produire sur la commune sont des tassements différentiels.
Le retrait-gonflement des sols argileux est susceptible d'engendrer des dommages importants aux bâtiments en cas d’alternance de périodes de sécheresse et de pluie. La totalité de la commune est en aléa moyen ou fort (44,5 % au niveau départemental et 48,5 % au niveau national). Sur les 68 bâtiments dénombrés sur la commune en 2019, 68 sont en aléa moyen ou fort, soit 100 %, à comparer aux 75 % au niveau départemental et 54 % au niveau national. Une cartographie de l'exposition du territoire national au retrait gonflement des sols argileux est disponible sur le site du BRGM,.
Par ailleurs, afin de mieux appréhender le risque d’affaissement de terrain, l'inventaire national des cavités souterraines permet de localiser celles situées sur la commune.
Concernant les mouvements de terrains, la commune a été reconnue en état de catastrophe naturelle au titre des dommages causés par des mouvements de terrain en 1999.

## Toponymie

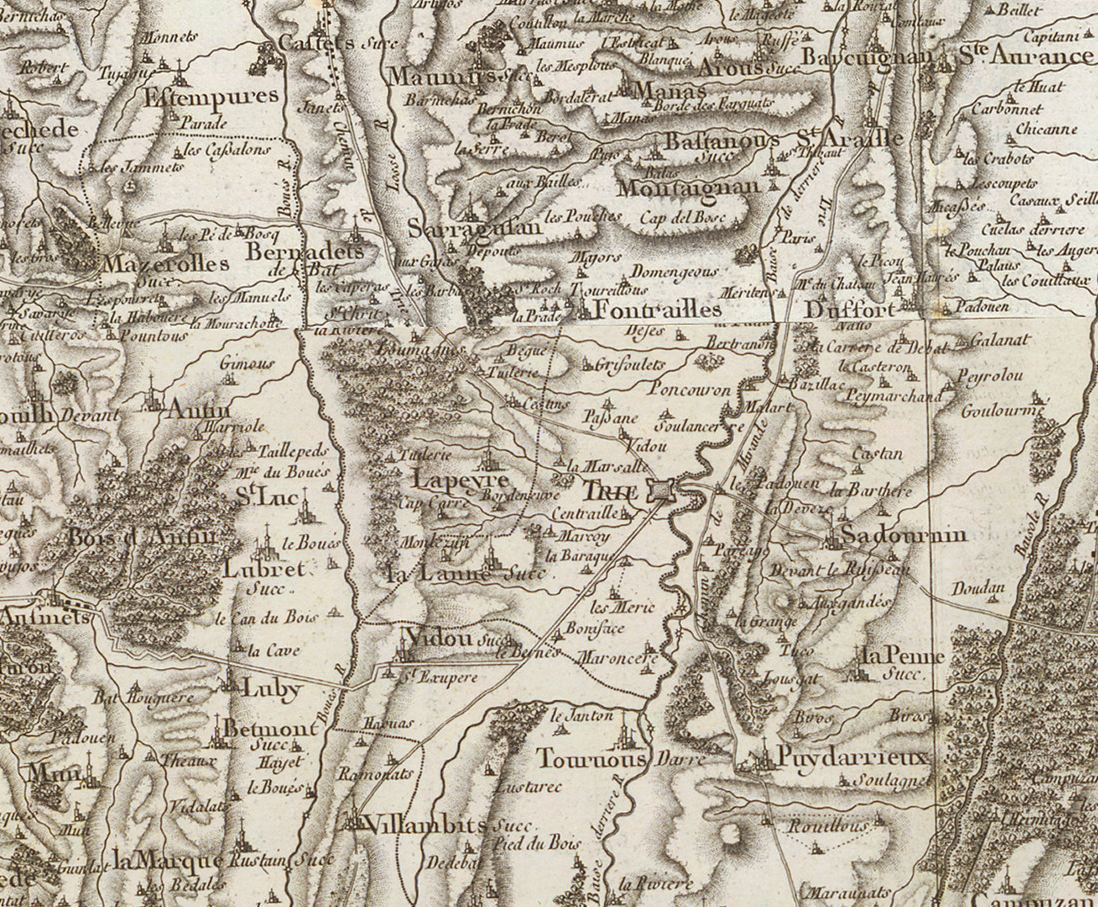
Extrait de la carte de Cassini (entre 1756 et 1789) situant Villembits au sud-ouest de Trie-sur-Baïse.

On trouvera les principales informations dans le Dictionnaire toponymique des communes des Hautes-Pyrénées de Michel Grosclaude et Jean-François Le Nail qui rapporte les dénominations historiques du village :
Dénominations historiques :
- P. de Bielenbids (1251, Du Bourg, p. XLV).1 ;
- Augerius de Vielambit, latin et gascon (1283, procès Bigorre) ;
- Auger de Bielambitz (ibid.) ;
- Bielembiz (1285, montre Bigorre) ;
- Villambitz (1300, enquête Bigorre ; 1313, Debita regi Navarre) ;
- Bielambitz, Billambitz, Bielambit (1429, censier  de Bigorre) ;
- Villambis (1736, registres paroissiaux, 1768, Duco) ;
- Villambits (1790, Département 1) ;
- Villembits (1790, Département 2) ;
- Villambits (fin XVIIIe siècle, carte de Cassini).

Étymologie : du latin villa (= ville) et ambitus (= rempart).
Nom occitan : Vialambit.

## Histoire

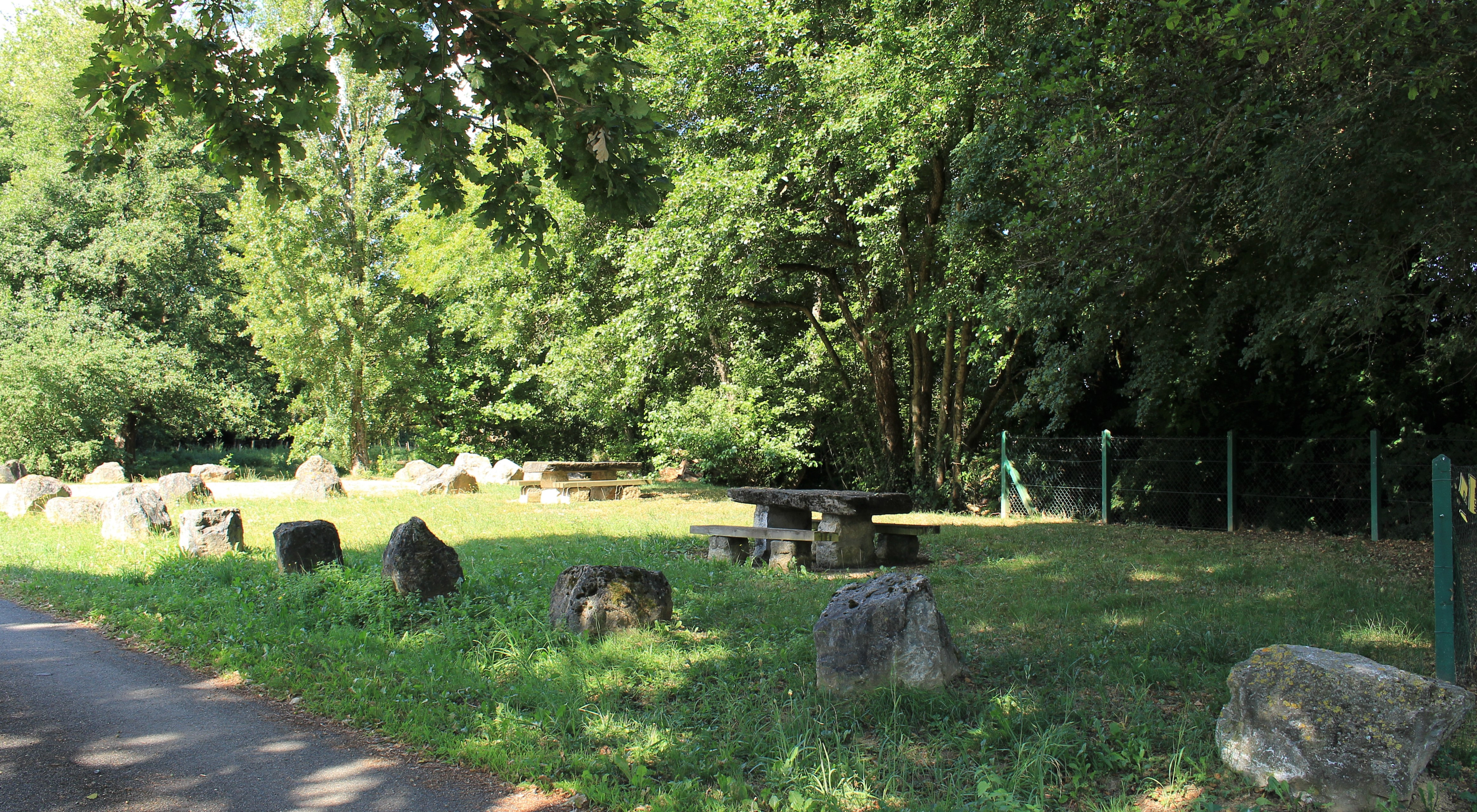
L'aire de pique-nique en 2022.

On retrouve la trace du village en 1285 puis en 1429 avec l'évocation d'une baylie. En 1600, le village aurait été la propriété du seigneur Jourdain de Villembits. On trouve un « Augierius de Villembito » seigneur du lieu en 1482 dont la sœur, Marie de Villembit, a épousé Pierre d'Antin, fils de Bertrand d'Antin.
En 1806, le village comptait 464 habitants et 192 en 1946.
La commune a été victime d'une tempête en novembre 1982, d'inondations et coulées de boue en décembre 1999 et janvier 2009.

### Cadastre napoléonien de Villembits
Le plan cadastral napoléonien de Villembits est consultable sur le site des archives départementales des Hautes-Pyrénées.

## Politique et administration

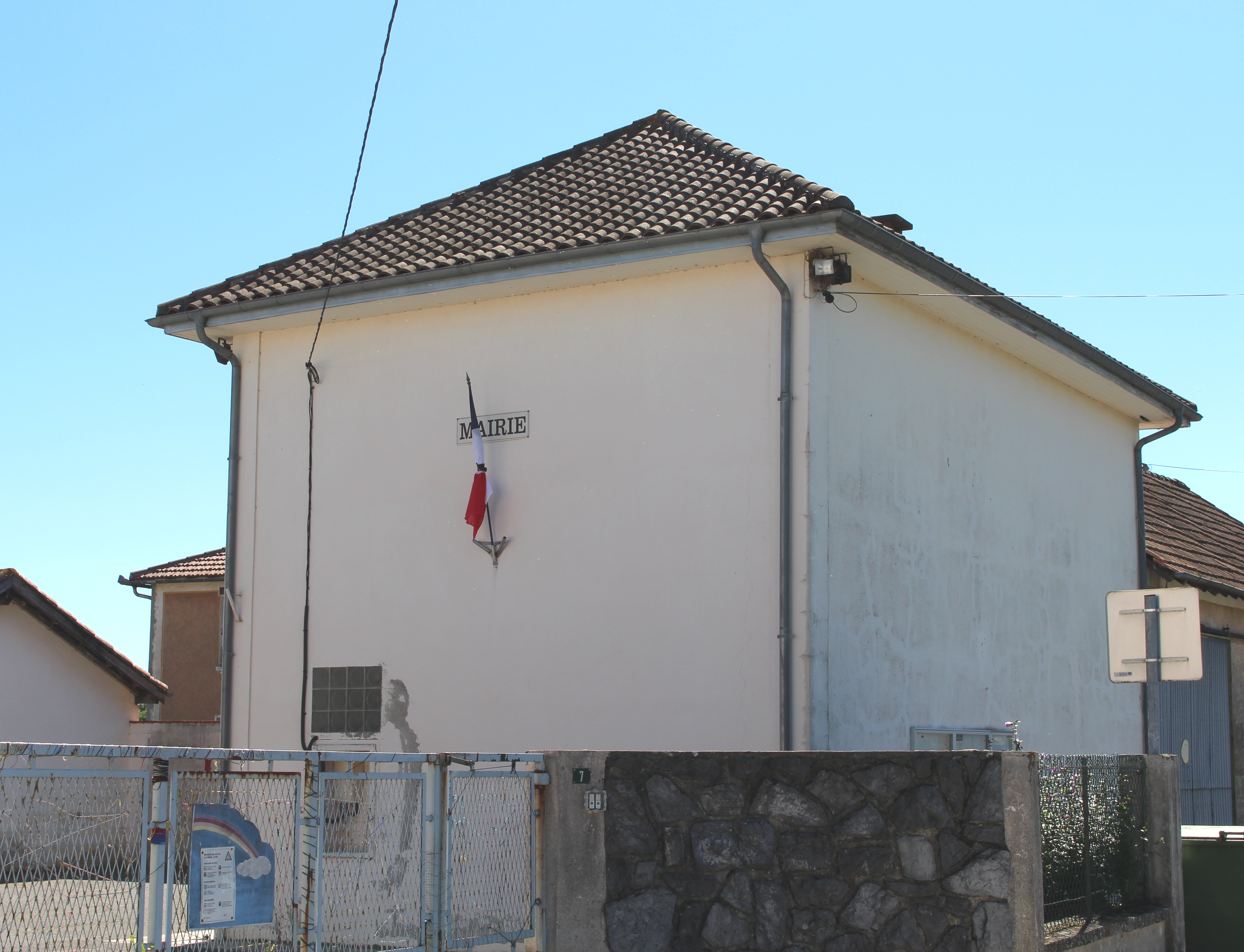
La mairie en 2016.

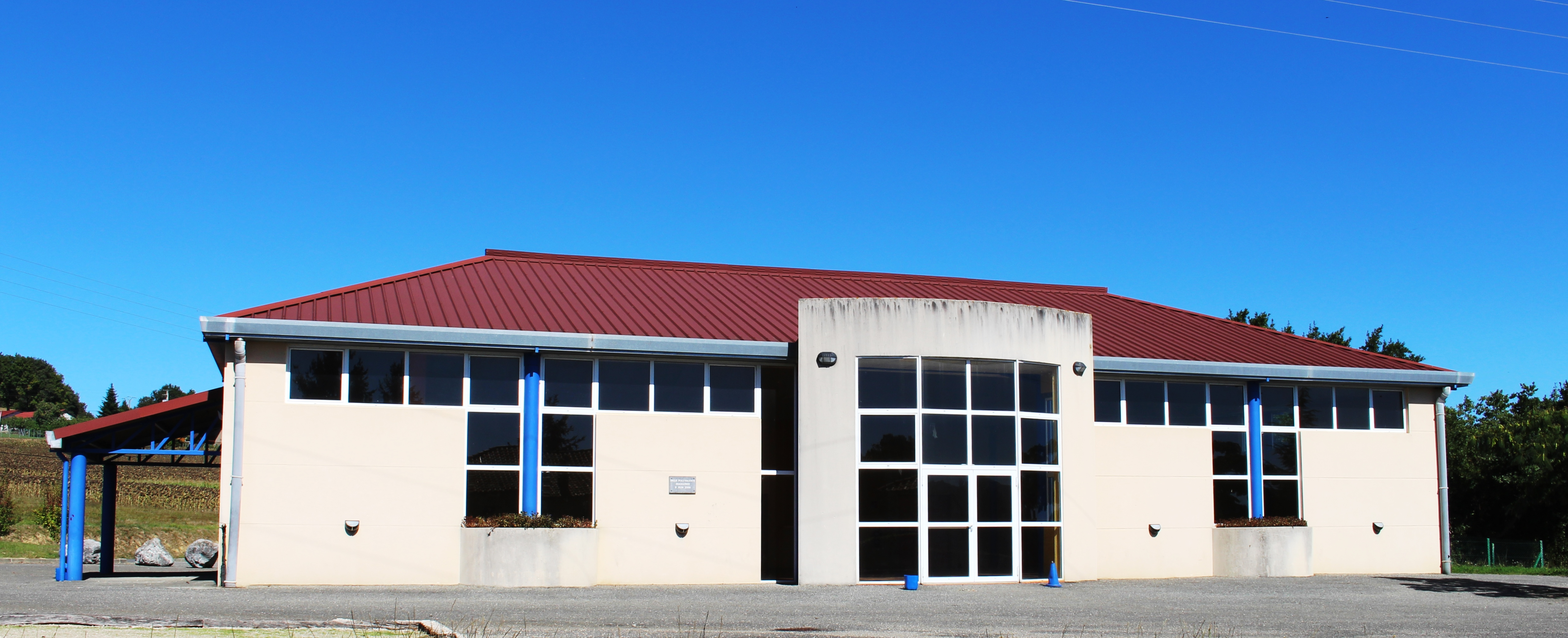
Le foyer rural en 2016.

### Liste des maires
| Période                                  | Période   | Identité         | Étiquette | Qualité |
| ---------------------------------------- | --------- | ---------------- | --------- | ------- |
| Les données manquantes sont à compléter. |           |                  |           |         |
|                                          |           |                  |           |         |
| octobre 1947                             | mars 1977 | Troc André       |           |         |
| mars 1977                                | mars 1983 | Rotgé Jean-Louis |           |         |
| mars 1983                                | mars 1989 | Jacques Abadie   |           |         |
| mars 1989                                | mars 1992 | Villeneuve Jean  |           |         |
| mars 1992                                | mars 2001 | Jacques Abadie   |           |         |
| mars 2001                                | En cours  | Henri Lacoste    |           |         |

### Rattachements administratifs et électoraux

#### Historique administratif
Sénéchaussée de Bigorre, quarteron  de Rabastens, canton de  Trie (depuis 1790).

#### Intercommunalité
Villembits appartient à la communauté de communes du Pays de Trie et du Magnoac créée en janvier 2017 et qui réunit 50 communes.

## Population et société

### Démographie

#### Évolution démographique

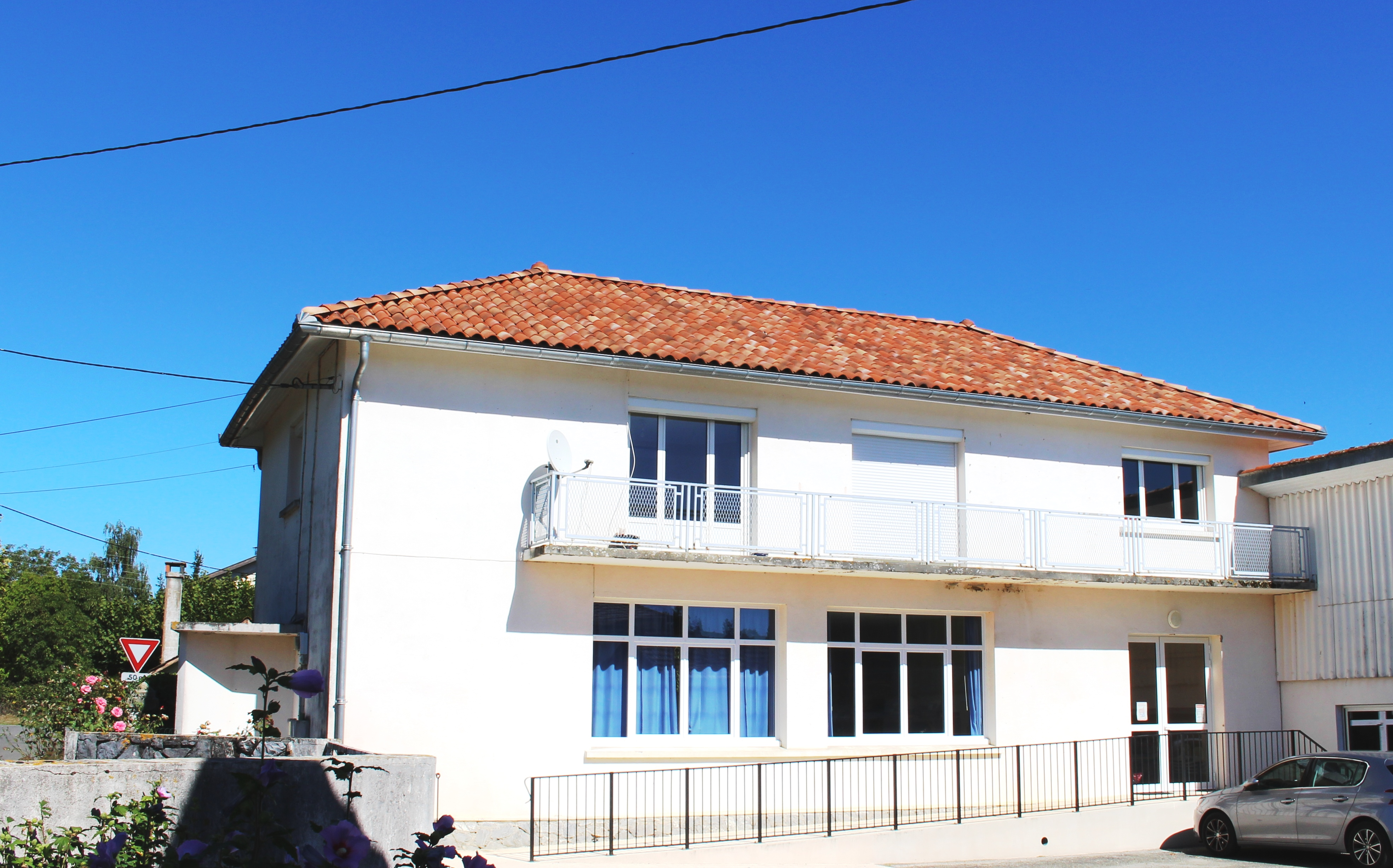
L’école maternelle en 2016.

| 1793 | 1800 | 1806 | 1821 | 1831 | 1836 | 1841 | 1846 | 1851 |
| ---- | ---- | ---- | ---- | ---- | ---- | ---- | ---- | ---- |
| 358  | 353  | 464  | 388  | 467  | 442  | 403  | 377  | 383  |

| 1856 | 1861 | 1866 | 1876 | 1881 | 1886 | 1891 | 1896 | 1901 |
| ---- | ---- | ---- | ---- | ---- | ---- | ---- | ---- | ---- |
| 365  | 354  | 348  | 330  | 316  | 294  | 274  | 288  | 284  |

| 1906 | 1911 | 1921 | 1926 | 1931 | 1936 | 1946 | 1954 | 1962 |
| ---- | ---- | ---- | ---- | ---- | ---- | ---- | ---- | ---- |
| 279  | 281  | 226  | 234  | 208  | 204  | 192  | 182  | 165  |

| 1968 | 1975 | 1982 | 1990 | 1999 | 2006 | 2007 | 2012 | 2017 |
| ---- | ---- | ---- | ---- | ---- | ---- | ---- | ---- | ---- |
| 162  | 137  | 147  | 135  | 113  | 96   | 94   | 118  | 115  |

| 2022 | - | - | - | - | - | - | - | - |
| ---- | - | - | - | - | - | - | - | - |
| 110  | - | - | - | - | - | - | - | - |

### Enseignement
La commune dépend de l'académie de Toulouse. Elle dispose d’une école en 2017.
- École maternelle.

### Manifestations culturelles et festivités
- Association TECP : « Tracteur d’Époque et de Collection Pyrénéenne ». Cette association a organisé un concours de labour ancien le 9 septembre 2012[33].

## Économie

### Emploi
|                | 2008  | 2013  | 2018  |
| -------------- | ----- | ----- | ----- |
| Commune        | 1,9 % | 7,9 % | 5,9 % |
| Département    | 7,7 % | 9,4 % | 9,8 % |
| France entière | 8,3 % | 10 %  | 10 %  |

En 2018, la population âgée de 15 à 64 ans s'élève à 67 personnes, parmi lesquelles on compte 61,8 % d'actifs (55,9 % ayant un emploi et 5,9 % de chômeurs) et 38,2 % d'inactifs,. Depuis 2008, le taux de chômage communal (au sens du recensement) des 15-64 ans est inférieur à celui de la France et du département.
La commune est hors attraction des villes,. Elle compte 26 emplois en 2018, contre 21 en 2013 et 28 en 2008. Le nombre d'actifs ayant un emploi résidant dans la commune est de 38, soit un indicateur de concentration d'emploi de 69,2 % et un taux d'activité parmi les 15 ans ou plus de 42,9 %.
Sur ces 38 actifs de 15 ans ou plus ayant un emploi, 10 travaillent dans la commune, soit 26 % des habitants. Pour se rendre au travail, 89,5 % des habitants utilisent un véhicule personnel ou de fonction à quatre roues, 2,6 % s'y rendent en deux-roues, à vélo ou à pied et 7,9 % n'ont pas besoin de transport (travail au domicile).

## Culture locale et patrimoine

### Lieux et monuments

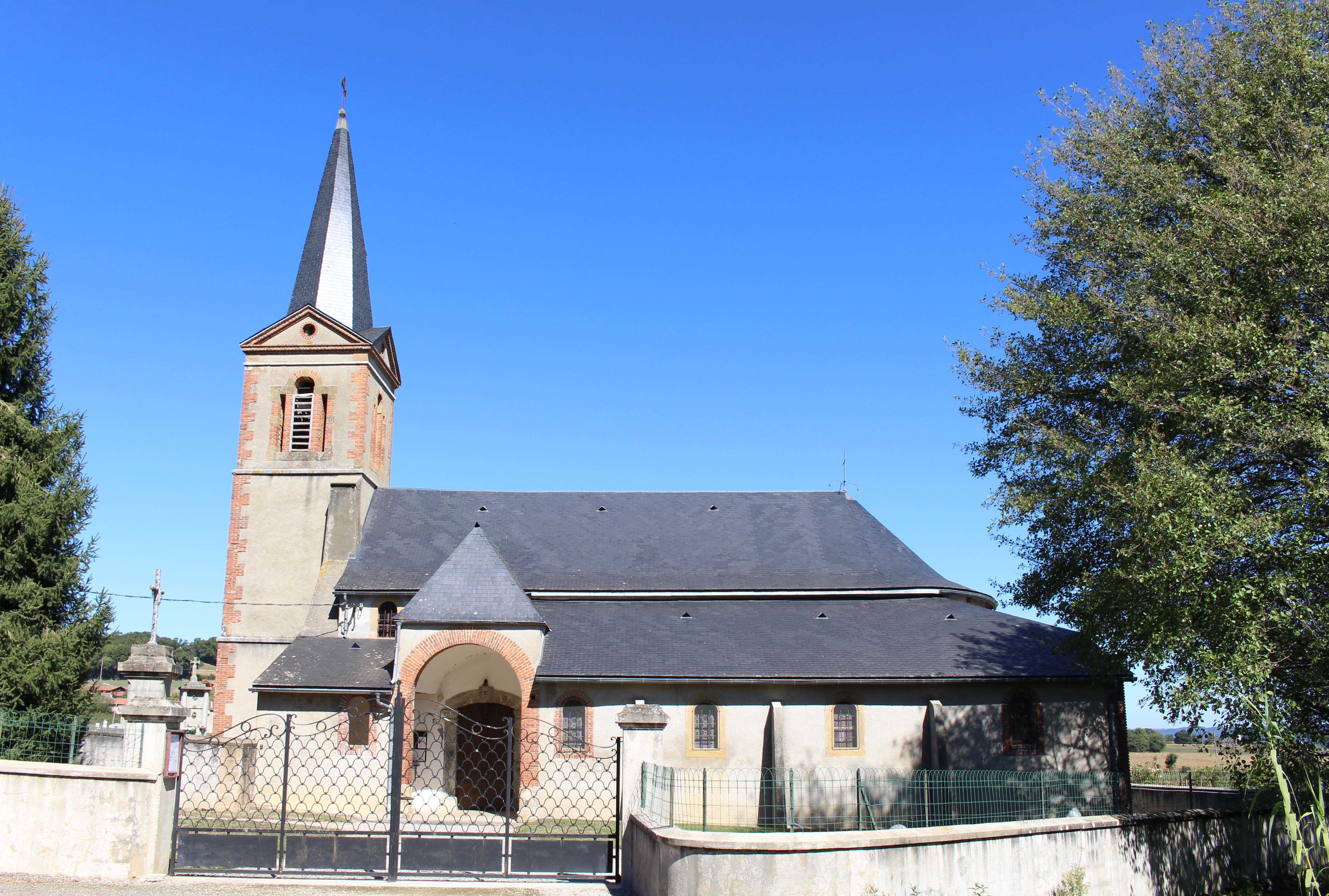
L'église Saint-Laurent en 2016.

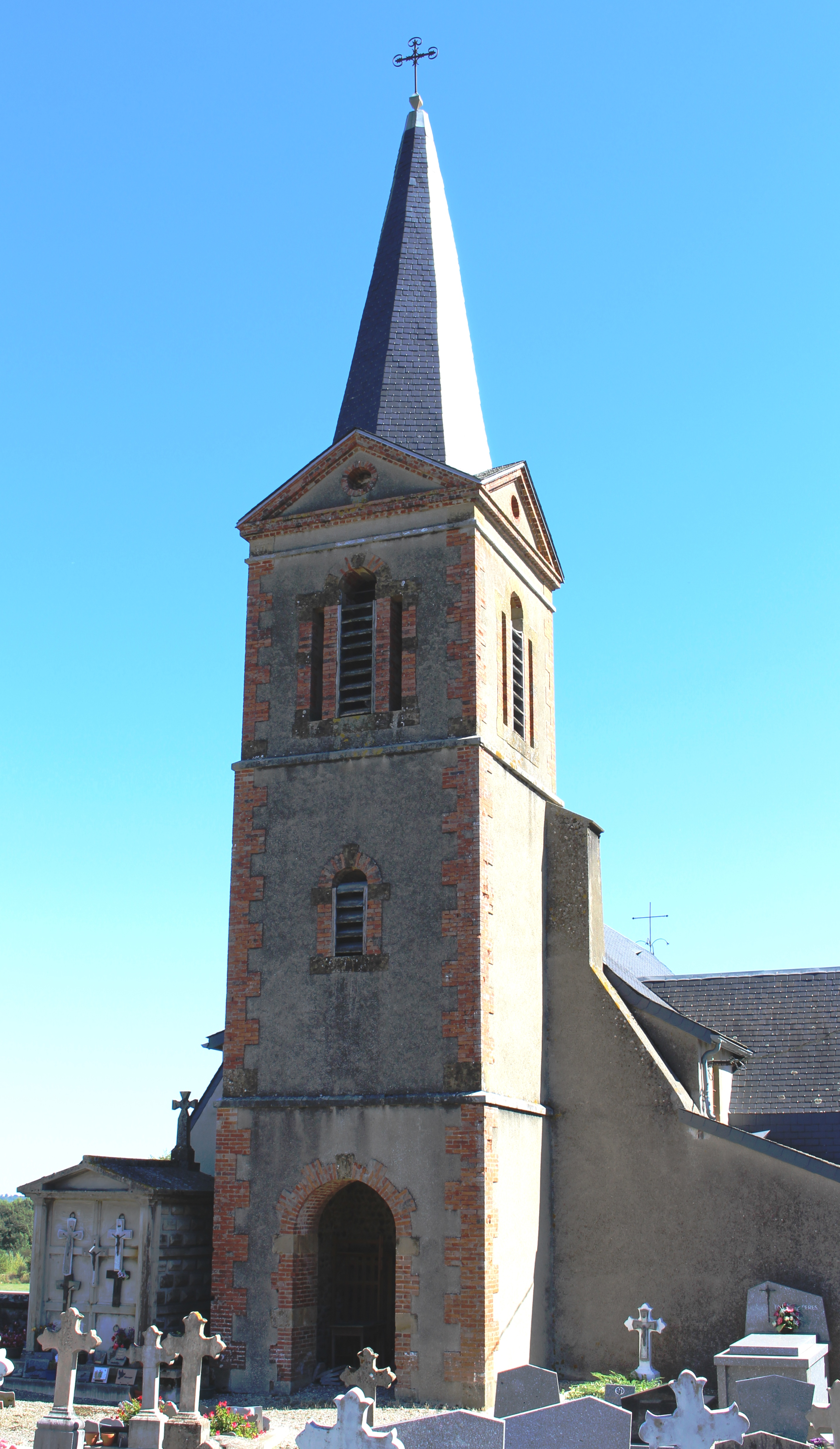
Le clocher.

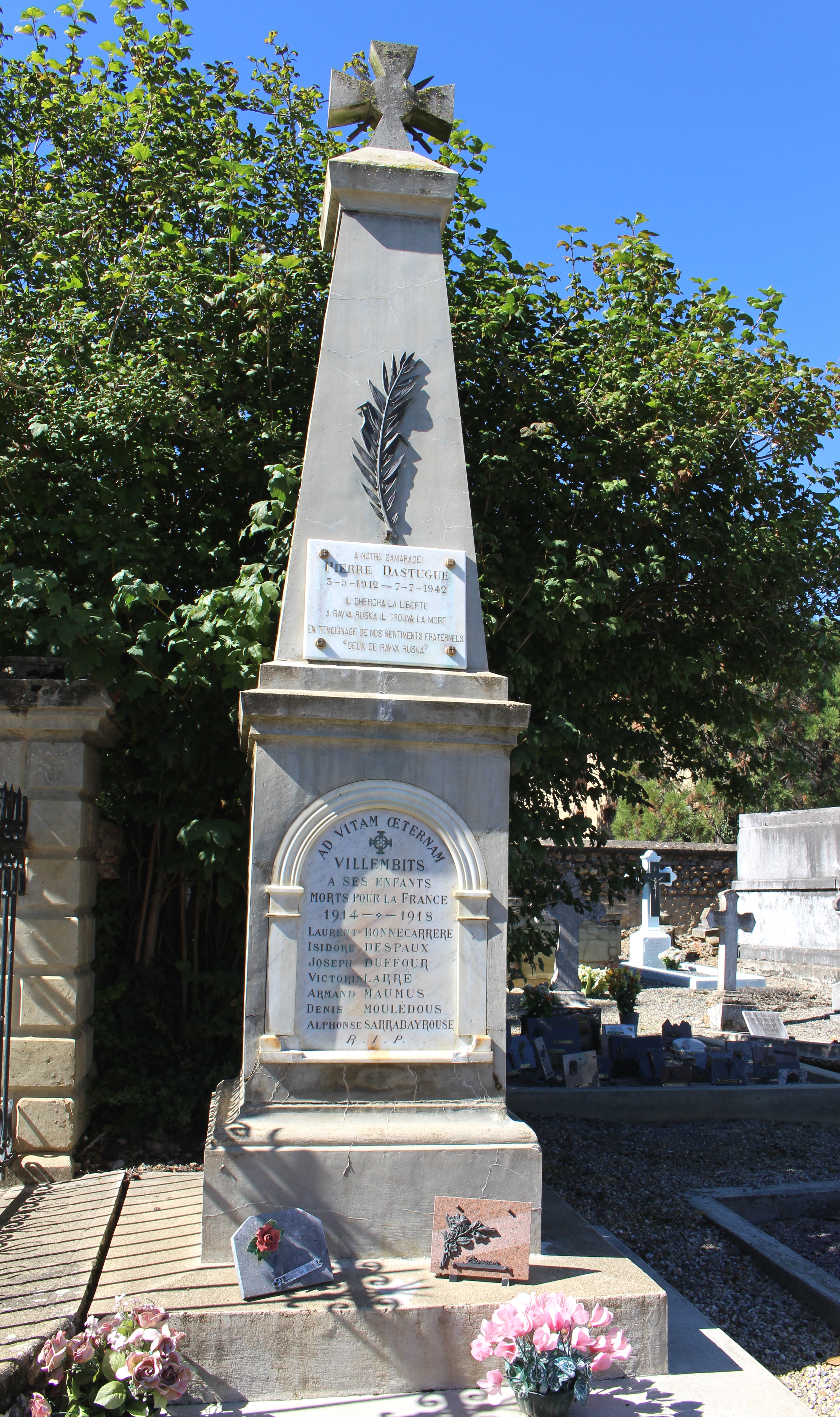
Le monument aux morts municipal.

- Église Saint-Laurent de Villembits : on trouve la trace d'une ancienne église en 1379 puis sur le cadastre de 1826. La construction de l'église actuelle[34], sur l'emplacement de l'ancienne, date du siècle dernier.
- Il est fait mention d'un ancien château avec pont-levis, entouré de douves, en 1600, qui appartenait au seigneur Jourdain de Villembits. En 1734, ce château aurait appartenu à Bernard de Soréac, seigneur de Villembits et de Sère. La construction médiévale aurait fait place à une nouvelle bâtisse au XVIIe ou XVIIIe siècle.
- Le musée le plus proche est le musée-château Gaston-Fébus de Mauvezin, labellisé Musée de France, à environ 18,6 km de Villembits.
- La grotte du Bédat, à Bagnères-de-Bigorre, est à environ 27,6 km.

### Héraldique
| Blason | Blasonnement : D'azur à une tour d'argent. |